# Die Raschhoffs
Die Raschhoffs ist ein Schauspiel von Hermann Sudermann von 1919.

## Inhalt
Der ostpreußische Rittergutsbesitzer Bernhard Raschhoff fährt gelegentlich nach Berlin zu der Dirne Wally Friedrich. Seine Frau Edith ist nach dem Tod des Sohnes etwas depressiv. Raschhoff gesteht seinem Vater die heimliche Liebschaft, dieser besorgt der Geliebten dann sogar eine Unterkunft im Dorf. Auch der Vater verfällt den Reizen der jungen sehr unbekümmert auftretenden Berlinerin. Die beiden Frauen begegnen sich und Wally fühlt sich bei der Rittergutsbesitzerin das erste Mal als Mensch angenommen. Die Ehefrau weiß aber nichts von der wahren Rolle der Besucherin.
Bernhard Raschhoff kehrt geläutert zu seiner Frau zurück und Wally reist mit Geld versehen nach Berlin zurück.
Der Schluss bestand ursprünglich darin, dass der Sohn den Vater wegen dessen Verhältnis zu Wally zum Duell fordert und dieser sich vorher von einem Mühlstein überrollen lässt.

## Geschichte
Hermann Sudermann hatte dieses Schauspiel 1919 fertiggestellt. Bei der Uraufführung im Neuen Schauspielhaus in Königsberg am 18. Oktober 1919 kam es zu Beschwerden wegen des rabiaten Schlusses. Für die nächste Inszenierung im Berliner Residenztheater im März 1920 forderten die Brüder Rotter als Intendanten einen seichteren Schluss, den Sudermann dann umschrieb. Bei der Aufführung im Breslauer Lobetheater im Oktober 1920 wurde dieser dann wieder als zu brav bemängelt.
Das Stück wurde danach in verschiedenen Theatern in Deutschland aufgeführt.
Der Berliner Schauspieler Paul Wegener spielte die Rolle des alten Raschhoff häufiger, auch bei mehreren Gastspielen.

## Text
- Die Raschhoffs. Schauspiel, Cotta, 1919, mehrere weitere Auflagen kurze Zitate
- Gesammelte Dramen, Zweiter Band, 1923